# La Houblonnière
La Houblonnière är en kommun i departementet Calvados i regionen Normandie i norra Frankrike. Kommunen ligger i kantonen Lisieux 3e Canton som ligger i arrondissementet Lisieux. År 2022 hade La Houblonnière 325 invånare.

## Befolkningsutveckling
Antalet invånare i kommunen La Houblonnière
Referens: INSEE